# Армантјер сир Урк
Армантјер сир Урк (фр. Armentières-sur-Ourcq) насеље је и општина у североисточној Француској у региону Пикардија, у департману Ен (Пикардија) која припада префектури Шато Тјери.
По подацима из 2011. године у општини је живело 101 становника, а густина насељености је износила 14,83 становника/km². Општина се простире на површини од 6,81 km². Налази се на средњој надморској висини од 94 метара (максималној 151 m, а минималној 87 m).

## Демографија
| 1962. | 1968. | 1975. | 1982. | 1990. | 1999. | 2011. |
| ----- | ----- | ----- | ----- | ----- | ----- | ----- |
| 44    | 76    | 76    | 74    | 85    | 105   | 101   |

График промене броја становника у току последњих година